# Even Hansen
Even Hansen (Skien, 9 de junio de 1923-ibídem, 5 de marzo de 2016) fue un futbolista noruego que jugaba en la demarcación de defensa.

## Selección nacional
Jugó un partido con la selección de fútbol de Noruega. Lo hizo el 7 de julio de 1954 en un encuentro amistoso contra Islandia que finalizó con un resultado de 1-0 a favor del combinado islandés tras un gol de Þórður Þórðarson en el minuto 29.

## Clubes
| Club            | País    | Año       |
| --------------- | ------- | --------- |
| Storms BK       | Noruega | 1945-1952 |
| Odd Grenland BK | Noruega | 1952-1958 |